# Hydrophis
Genre
Synonymes
- Pelamis Daudin, 1803
- Disteira Lacépède, 1804
- Leioselasma Lacépède, 1804
- Microcephalophis Lesson, 1832
- Lapemis Gray, 1835
- Chitulia Gray, 1849
- Enhydrina Gray, 1849
- Kerilia Gray, 1849
- Acalyptophis Boulenger, 1896
- Polyodontognathus Wall, 1921
- Praescutata Wall, 1921

Hydrophis est un genre de serpents de la famille des Elapidae.

## Répartition
Les 46 espèces de ce genre se rencontrent dans l'est de l'océan Indien et dans l'ouest de l'océan Pacifique.

## Description
Ce sont des serpents marins venimeux.

## Liste des espèces
Selon The Reptile Database (28 avril 2014) :
- Hydrophis atriceps Günther, 1864
- Hydrophis belcheri (Gray, 1849)
- Hydrophis bituberculatus Peters, 1872
- Hydrophis brookii Günther, 1872
- Hydrophis caerulescens (Shaw, 1802)
- Hydrophis cantoris Günther, 1864
- Hydrophis coggeri (Kharin, 1984)
- Hydrophis curtus (Shaw, 1802)
- Hydrophis cyanocinctus Daudin, 1803
- Hydrophis czeblukovi (Kharin, 1984)
- Hydrophis donaldi Ukuwela, Sanders & Fry, 2012
- Hydrophis elegans (Gray, 1842)
- Hydrophis fasciatus (Schneider, 1799)
- Hydrophis gracilis (Shaw, 1802)
- Hydrophis hardwickii (Gray, 1834)
- Hydrophis hendersoni (Boulenger, 1903)
- Hydrophis inornatus (Gray, 1849)
- Hydrophis jerdonii (Gray, 1849)
- Hydrophis kingii (Boulenger, 1896)
- Hydrophis klossi Boulenger, 1912
- Hydrophis laboutei Rasmussen & Ineich, 2000
- Hydrophis lamberti Smith, 1917
- Hydrophis lapemoides (Gray, 1849)
- Hydrophis macdowelli Kharin, 1983
- Hydrophis major (Shaw, 1802)
- Hydrophis mamillaris (Daudin, 1803)
- Hydrophis melanocephalus Gray, 1849
- Hydrophis melanosoma Günther, 1864
- Hydrophis nigrocinctus Daudin, 1803
- Hydrophis obscurus Daudin, 1803
- Hydrophis ornatus (Gray, 1842)
- Hydrophis pachycercos Fischer, 1855
- Hydrophis pacificus Boulenger, 1896
- Hydrophis parviceps Smith, 1935
- Hydrophis peronii (Duméril, 1853)
- Hydrophis platurus (Linnaeus, 1766)
- Hydrophis schistosus Daudin, 1803
- Hydrophis semperi Garman, 1881
- Hydrophis sibauensis Rasmussen, Auliya & Böhme, 2001
- Hydrophis spiralis (Shaw, 1802)
- Hydrophis stokesii (Gray, 1846)
- Hydrophis stricticollis Günther, 1864
- Hydrophis torquatus Günther, 1864
- Hydrophis viperinus (Schmidt, 1852)
- Hydrophis vorisi Kharin, 1984
- Hydrophis zweifeli (Kharin, 1985)

## Taxinomie
La conception de ce genre a été modifiée par Sanders, Lee, Mumpuni, Bertozzi et Rasmussen en 2012.

## Étymologie
Le genre Hydrophis, du grec ancien ὑδρο, hydro-, « eau », et ὄφις, óphis, « serpent », a été choisi en référence aux mœurs aquatiques de ces serpents.

## Publication originale
- Sonnini & Latreille, 1801 : Histoire Naturelle des Reptiles, avec Figures Dessinées d'après Nature. Détérville, vol. 1, p. 1-280 (texte intégral).